# Assinghauser Grund
Der Assinghauser Grund, auch Freier Grund Assinghausen genannt, war ein Kondominat der Kurfürsten von Köln in ihrer Eigenschaft als Herzöge von Westfalen und der Grafen von Waldeck. Das Gebiet lag im Gebiet der heutigen Stadt Olsberg im Hochsauerlandkreis. Die Kölner setzten sich schließlich im 17. Jahrhundert als stärkere Kraft durch.

## Entstehung
Das Gebiet gehörte bis zum Ende des 13. Jahrhunderts zur Grafschaft Arnsberg. Der Arnsberger Besitz war nach der Teilung der Grafschaft Arnsberg 1102 umgeben von kölnischen und Waldecker Gebieten. Graf Gottfried III. von Arnsberg gab das Gebiet seiner Tochter Mechthild († 1298) als Mitgift für ihre Ehe mit dem Grafen Heinrich III. von Waldeck. Ab 1275 taucht die Bezeichnung Freigrafschaft Bigge auf.
Erstmals urkundlich erwähnt wurde der Freie Grund 1301 durch Graf Otto I. von Waldeck. Die Waldecker fassten dieses Gebiet mit dem des Freistuhls Nordenau nun zum Freien Grund Assinghausen zusammen.

## Struktur
Zur Freigrafschaft Bigge im engeren Sinn gehörten um 1300 unter anderem Bigge, Helmeringhausen, Wulmeringhausen, Brunskappel, Wiemeringhausen und Assinghausen. Im weiteren Sinn kamen hinzu Olsberg, Elleringhausen, Bruchhausen, zeitweise auch Antfeld, Altenbüren und Keffelke sowie die Freigrafschaft Rüdenberg im Elpetal, Ortschaften im Orketal und das Gebiet des Gerichts Nordenau.  
Als Gerichtsstätte war der Freistuhl von Assinghaus von zentraler Bedeutung in der Zeit der Waldecker Vorherrschaft. 
Zu den Bewohnern gehörten Waldecker sowie Kölner Bauern, die den jeweiligen Landesherren abgabepflichtig waren. Im engeren Assinghauser Grund gab es 1536 103 dem Waldecker Freigericht unterstehende Bauern. 43 waren Untertanen Kölns. Daher galt das Gebiet als Kondominat. 
Der Begriff „frei“ in der Bezeichnung Freier Grund Assinghausen verweist darauf, dass die meisten Bauern des Gebietes Freie waren, die dem Freigericht Assinghausen unterstanden. Dabei gab es jedoch Unterschiede. In Antfeld waren die meisten Bauern – wie beispielsweise auch in Gevelinghausen und Scharfenberg – dem jeweiligen Gutsherren untertänig. In Bruchhausen waren sie dies nur zum Teil und in den anderen Orten waren die meisten Bauern Freie. Besonders zahlreich waren die Waldecker Freien in Assinghausen, Brunskappel, Wiemeringhausen und Wulmeringhausen.

## Geschichte
Politisch war der freie Grund bis ins 17. Jahrhundert zwischen Kurköln und der Grafschaft Waldeck strittig. Am Beginn dominierten die Waldecker. Oftmals aus Geldnot wurde das Gebiet verkauft oder verpfändet. Bereits kurz nach 1300 haben die Waldecker ihre Rechte am Freien Grund an die Familie Gaugreben verpfändet. Diese brachten weitere Teile des Gebietes an sich, so dass sie um 1370 die eigentlichen Herren waren. Allerdings haben sie nach 1400 Teile davon an die Stadt Brilon verpfändet. 
Im Jahr 1533 lösten die Waldecker das Gebiet wieder aus, verpfändeten es aber bereits 1534 an die Wolff von Gudenberg zu Itter. Diese verpfändeten das Gebiet ihrerseits 1536 an Johann Hanxleden. Da das Gebiet stets an Kölner Untertanen verpfändet worden war, löste Waldeck 1551 den Assinghauser Grund wieder ein. Dies bedeutete eine Stärkung der Waldecker Stellung im Kondominat Assinghauser Grund. Es kam nach der Ablösung der Pfänder durch Waldeck nun zum Konflikt mit Köln. Beide Seiten nahmen landesherrliche Rechte wie das Besteuerungsrecht oder die Gerichtsbarkeit für sich in Anspruch. Das kölnische Gogericht in Brilon konkurrierte mit dem Waldecker Freigericht und setzte sich schließlich durch. Eine wichtige Rolle spielte auch die jeweiligen bergbaulichen Interessen. 
Weil die Waldecker freien Bauern das Kölner Besteuerungsrecht nicht anerkannten, kam es zu gewaltsamen Übergriffen. Seit den 1580er Jahren kam es vermehrt zu Pfändungen durch Kurköln gegen Freie, die die kölnische Herrschaft nicht anerkannten. Bereits seit 1554 wurde der Streit auch vor dem Reichskammergericht ausgetragen. Dieser war 1598 im Kern zu Gunsten von Kurköln entschieden. In bergrechtlicher Hinsicht setzte sich Kurköln bereits in den 1590er Jahren durch. Im Jahr 1628 gelang es Köln schließlich, das gesamte Gebiet seiner Steuerhoheit unterzuordnen. Der Rechtsstreit mit Waldeck endete 1663 mit einem Kompromiss. Waldeck verblieben nur das inzwischen unbedeutende Freigericht sowie das Jagd- und Fischereirecht. Der Waldecker Freigraf wurde zudem dem Oberfreistuhl in der kurfürstlichen Residenzstadt Arnsberg unterstellt. Der Freie Grund wurde damit ein Teil des Herzogtums Westfalen. Darin gehörte er bis zur Säkularisation zum Briloner Quartier.